# Amor libre

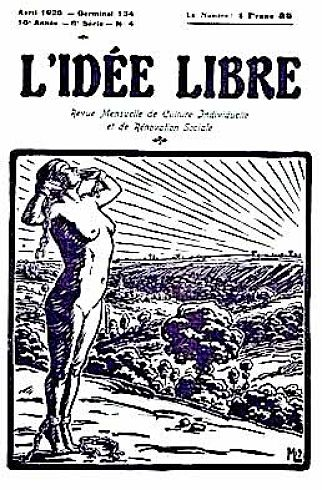
L'Idée libre, 1926.

El término amor libre es una expresión utilizada para describir un movimiento social que rechaza el matrimonio, entendiendo este como una forma de esclavitud social. El objetivo inicial del movimiento fue separar el Estado de los asuntos sexuales como el matrimonio, el control de la natalidad, y el adulterio. Afirma que esas cuestiones debían preocupar a las personas involucradas, y a nadie más.

## Principios
Gran parte de la tradición del amor libre es una rama del anarquismo, y refleja una filosofía civil libertaria que busca la libertad de la regulación estatal y de la interferencia de la Iglesia en las relaciones personales. Según este concepto, las uniones libres de adultos son relaciones legítimas que deben ser respetadas por todas las partes mientras estén en relaciones emocionales o sexuales. Además, algunos escritos del amor libre han argumentado que tanto hombres como mujeres tienen derecho al placer sexual. En la época victoriana, esta fue una idea radical. Más tarde, desarrolló un nuevo tema, que une el amor libre con el cambio social radical, y lo describe como presagio de una nueva sensibilidad antiautoritaria y antirepresiva.
Mucha gente en el siglo XIX creía que el matrimonio era un aspecto importante de la vida para «cumplir con la felicidad humana terrenal». Los estadounidenses de clase media querían que la casa fuera un lugar de estabilidad en un mundo incierto. Esta mentalidad creó una visión sobre los roles de género muy definidos, lo que llevó a la promoción del movimiento de amor libre.
Mientras que la frase amor libre a menudo se asocia con la promiscuidad en la imaginación popular, especialmente en referencia a la contracultura de los años 1960 y 1970, históricamente el movimiento de amor libre no ha abogado por tener múltiples parejas sexuales o relaciones sexuales de corto plazo. Por el contrario, solo se ha argumentado que las relaciones amorosas libres no deben ser reguladas por la ley.
El término «sexo radical» también se utiliza de manera intercambiable con el término «amante libre», y fue el término preferido por los defensores debido a las connotaciones negativas de «amor libre».[cita requerida] Los defensores tuvieron dos fuertes creencias: oposición a la idea de la actividad enérgica sexual en una relación y la defensa de que una mujer puede utilizar su cuerpo de cualquier manera que desee.
Las leyes de especial interés para el movimiento de amor libre incluyen aquellas que impiden la convivencia de una pareja no casada, las que regulan el adulterio y el divorcio, así como la edad de consentimiento sexual, el control de la natalidad, la homosexualidad, el aborto, y a veces, la prostitución, aunque no todos los defensores del amor libre están de acuerdo en estas cuestiones. También se preocupan por la abrogación de los derechos individuales en el matrimonio; por ejemplo, algunas jurisdicciones no reconocen la violación conyugal o la tratan con menos seriedad que la violación no conyugal. El movimiento de amor libre también ha defendido desde el siglo XIX el derecho de discutir públicamente la sexualidad y se ha enfrentado a las leyes de obscenidad.
En 1857, Francis Barry escribió que «el matrimonio es un sistema de violación», afirmando que la mujer es una víctima, donde no puede hacer nada más que ser oprimida por su marido, mientras él la tortura en su casa, que se convierte en una casa de servidumbre. En uno de sus artículos, Barry escribió:

«El objeto de esta Sociedad» [la emancipación de la mujer], de acuerdo con el artículo 2 de su Constitución [amor libre], «será garantizar la libertad absoluta a la mujer, a través del derrocamiento del popular sistema del matrimonio».

### Amor libre y feminismo
La historia del amor libre se entrelaza con la historia del feminismo. Desde finales del siglo XVIII las feministas más importantes como Mary Wollstonecraft, han desafiado a la institución del matrimonio, y muchos han abogado por su abolición. Wollstonecraft fue una de las primeras mujeres que contribuyeron al movimiento de amor libre con sus obras literarias. Sus novelas criticaron la construcción social del matrimonio y sus efectos en las mujeres. En su primera novela, Mary: A Fiction, escrita en 1788, la heroína se ve obligada a un matrimonio sin amor, por razones económicas. Encuentra el amor en la relación con otro hombre y una mujer. La novela, Mary: or, The Wrongs of Woman, escrita en 1798 pero nunca publicada, gira en torno a la historia de una mujer encarcelada en un asilo por su marido. Mary encuentra una realización fuera del matrimonio en una aventura con otro recluso. La autora deja claro que la mujer «tenía fuertes deseos sexuales y que era degradante e inmoral pretender otra cosa».
Una mujer casada era solamente una esposa y madre, negándole la oportunidad de seguir otras ocupaciones. Esto llegó a ser legislado en algunos sitios, como prohibir mujeres casadas y madres en la profesión docente. En 1855, la defensora del amor libre Mary Gove Nichols describió el matrimonio como «la aniquilación de la mujer», explicando que las mujeres eran considerados como propiedad de los hombres en la ley y el sentimiento público, posibilitando a los hombres tiránicos privar a sus esposas de la toda libertad. Por ejemplo, la ley autorizaba al esposo a disciplinar físicamente a su esposa. Los defensores del amor libre como Nichols argumentaban que muchos niños nacían en matrimonios faltos de amor por obligación, pero que debían ser el resultado de la elección y el afecto. Sin embargo, los niños nacidos fuera del matrimonio no tenían los mismos derechos que los niños con padres casados.
Para los defensores del amor libre, el sexo no solo es para la reproducción. El control de la natalidad se considera un medio para la independencia de la mujer, y algunas activistas del control de la natalidad como Margaret Sanger también abrazaron el amor libre. Francis Barry también fue un destacado defensor del amor libre de mediados y finales del siglo XIX. Estuvo de acuerdo en que el matrimonio socialmente ataba a una mujer al hombre, y que las mujeres deberían ser libres. Aunque este movimiento concernía en gran medida las mujeres, los principales organizadores fueron en su mayoría hombres, como Barry. Esto contribuyó a fomentar una ideología masculina. Aunque los hombres eran los principales contribuyentes al movimiento del amor libre, el movimiento en sí era asociado con mujeres llamativas y ruidosas. Había dos razones por las cuales el concepto era más agradable a los hombres. La primera razón fue que las mujeres perdían más que los hombres, si el matrimonio fuese a ser «minado». La segunda razón es que el amor libre «se basaba en la fe en el individualismo», una cualidad que la mayoría de las mujeres tenían miedo o no eran capaces de aceptar.
Los radicales del sexo se mantuvieron enfocados en su intento de defender el derecho de la mujer a controlar su cuerpo y de discutir libremente temas como la anticoncepción, abuso sexual conyugal (emocional y físico) y la educación sexual. Creían que hablar sobre la sexualidad femenina podría ayudar a empoderar a las mujeres. Para lograr estos objetivos, los radicales del sexo se basaron en escribir libros, folletos y publicaciones periódicas. Este método los ayudó a difundir su mensaje por todo Estados Unidos. Las concepciones revolucionarias enmarcaban al amor libre como algo necesario dentro del cambio social de diversas formas. Las posiciones de amor libre han sido especialmente defendidas dentro del anarquismo y en algún grado en el liberalismo y el socialismo por mujeres feministas y también por muchos varones, aunque personas más conservadoras dentro de estos movimientos consideraban que el amor libre implicaba promiscuidad o distracción de las actividades organizativas por dejarse llevar por los instintos así como por el riesgo de olvidar que la lucha primordial era política. 
Dentro del anarquismo se pueden destacar los ensayos y la acción de mujeres anarquistas como Emma Goldman o Voltairine de Cleyre. Dentro del marxismo están los escritos de Alexandra Kollontai quien fuera una importante dirigente dentro del Partido Bolchevique cuando asumió el poder del estado en la naciente Unión Soviética.

## La revolución sexual
El amor libre tuvo cierta influencia sobre la generación beat, en los años 1950, y sobre el movimiento hippie y subculturas. En algunos círculos, el concepto de amor libre se asoció principalmente a los hippies aunque haya existido desde mucho antes. Igualmente fue desarrollado por el movimiento feminista de fines del siglo XIX y principios del siglo XX y retomado por el movimiento feminista en la década de los sesenta. 
El movimiento hippie abrazaba la vieja consigna de amor libre de los radicales reformadores sociales de otras épocas. La experimentación del sexo junto a la psicodelia se produjo debido a la percepción de que ayudaban a desinhibirse, mientras que otros exploraban los aspectos espirituales del sexo.
En la década de 1980, las preocupaciones sobre el SIDA y otras enfermedades de transmisión sexual atenuaron la promiscuidad de la década de 1970, pero muchas de las reformas sexuales propugnadas por los movimientos de amor libre anteriores se convirtieron en la corriente principal: la legalización del aborto, el control de la natalidad y la homosexualidad, la libertad en la elección de amor, sexo o ambos, y los derechos de las mujeres en general. La castidad, la virginidad y la sumisión en el matrimonio tenían mucho menos poder como ideales sociales para las mujeres.
En el siglo XIX fueron influyentes en las visiones sobre el amor libre los escritos de personas homosexuales como el socialista Edward Carpenter así como los del anarquista escocés John Henry Mackay los cuales defendían especialmente las relaciones amorosas y sexuales entre parejas del mismo sexo. En forma más reciente está la defensa del amor libre y de las relaciones entre personas del mismo sexo por parte de Allen Ginsberg, ícono de la Generación Beat y del movimiento hippie, simpatizante del anarquismo y de la New Left de los años 1960 y figura importante dentro de la defensa de los derechos LGBT en el siglo XX en Estados Unidos.